# Oekraïens-Orthodoxe Kerk (2022)
De Oekraïens-Orthodoxe Kerk (Oekraïens: Українська Православна Церква) is een van de rivaliserende oosters-orthodoxe kerken in Oekraïne, die aanvankelijk deel uitmaakte van de Russisch-Orthodoxe Kerk totdat deze zich er op 27 mei 2022 van losmaakte. Tot de afscheiding heette het de Oekraïens-Orthodoxe Kerk patriarchaat van Moskou.
Op 27 mei 2022 verklaarde deze kerk haar “volledige autonomie en onafhankelijkheid” van Moskou. Ze zijn het niet eens met het standpunt van de Moskouse patriarch Kirill I. Ze veroordelen de Russische invasie van Oekraïne (die begon op 24 februari 2022) en doen een beroep op Oekraïne en Rusland om het onderhandelingsproces voort te zetten.

## Geschiedenis
Op 27 oktober 1990 werd deze kerk een autonome kerk; voorheen was ze het Oekraïense exarchaat van de Russisch-Orthodoxe Kerk.
De Oekraïens-Orthodoxe Kerk ziet zichzelf nog steeds als een Oekraïens exarchaat van het Moskou's patriarchaat én als de voortzetting van de Orthodoxe Kerk van Kiev en alle Russen in Oekraïne. Zodoende claimt ze de directe afstamming van de eerste – door de Heilige Vladimir – gekerstende Russen (in 988).
De Oekraïens-Orthodoxe Kerk beschouwt de andere oosters-orthodoxe kerken in Oekraïne als afgescheiden nationale organisaties.

## Huidige situatie
De metropoliet Volodymyr (Viktor Sabodan) was van 1992 tot 5 juli 2014 (overlijdensdatum), de primaat van deze kerk, nadat Filaret, die streefde naar een eigen Oekraïense kerk, onafhankelijk van Moskou, was afgezet. Op 13 augustus 2014 werd metropoliet Onufry (Berezovsky) gekozen als primaat van de Oekraïens-Orthodoxe Kerk van het patriarchaat van Moskou, nadat hij sinds 24 februari 2014 locum tenens was geweest. Hij heeft de titel van "metropoliet van Kiev en heel Oekraïne". Zijn officiële residentie is in het Holenklooster van Kiev.
Deze kerk telt 42 bisdommen met 58 bisschoppen, 8516 priesters en 443 diakens.
Ze is eigenaar van het merendeel van de orthodoxe kerkgebouwen in Oekraïne en is vooral aanwezig in het oosten, het zuiden en het centrum van het land.
In 2006 stelde de kerk dat 10.875 religieuze gemeenschappen (dit is 68 procent van de oosters-orthodoxe gemeenschappen) aan de Kerk loyaal zijn. Dit wordt evenwel tegengesproken door de Oekraïens-Orthodoxe Kerk patriarchaat van Kiev.
In december 2018 besloten twee andere orthodoxe kerken in Oekraïne, de Oekraïens-Orthodoxe Kerk patriarchaat van Kiev en de Oekraïense autocefale Orthodoxe Kerk te fuseren. In januari 2019 erkende het Oecumenisch patriarchaat van Constantinopel de nieuwe kerk onder protest van de Russisch-Orthodoxe Kerk als de autocefale kerk van Oekraïne. Een aantal parochies van de Oekraïens-Orthodoxe Kerk patriarchaat van Moskou is overgestapt naar de nieuwe kerk. Op 17 januari 2019 bepaalde het Oekraïense parlement dat de kerk die onder het patriarchaat Moskou wil blijven vallen, in elk geval het woord ‘Russisch’ in haar naam moet opnemen. Het is nog niet duidelijk of er veel gelovigen zullen overstappen en wat de gevolgen zullen zijn voor de verdeling van de kerkgebouwen.